# Dianthus capitatus
Dianthus capitatus là loài thực vật có hoa thuộc họ Cẩm chướng. Loài này được J.St.-Hil. mô tả khoa học đầu tiên năm 1809.